# 瞿塘峡

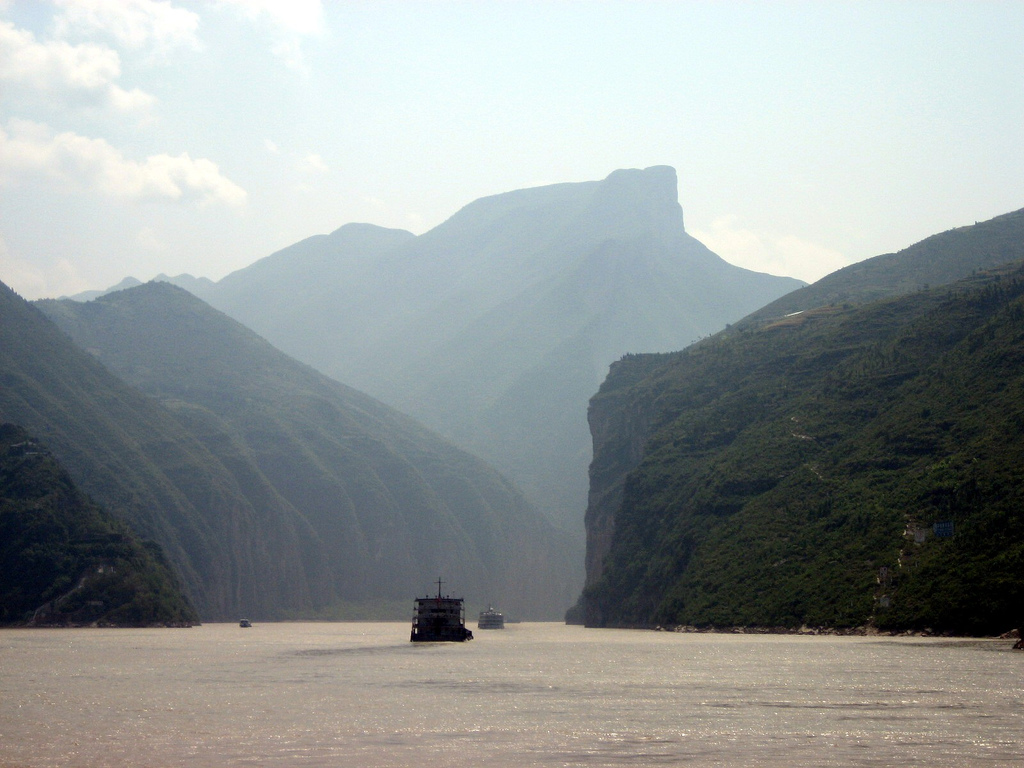
夔门天下雄

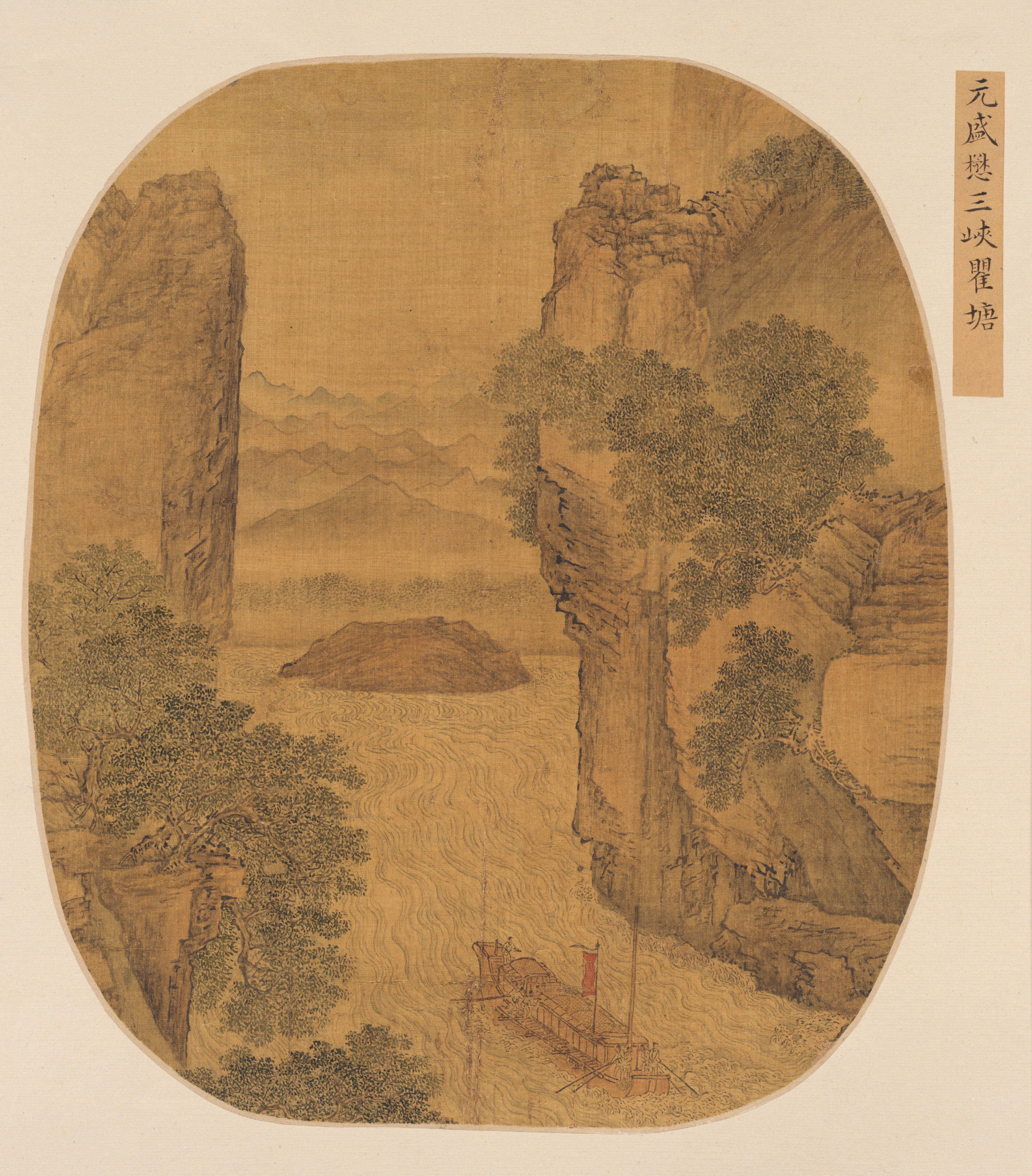
元代画家盛懋绘《三峡瞿塘图》（北京故宫博物院藏）

瞿塘峡又称夔峡。位于中国重庆市境内长江干流上的一段峡谷。与巫峡、西陵峡并称为长江三峡。
瞿塘峡西起重庆市奉节县的白帝城，东至巫山县的大溪乡，全长约8公里，是三峡中最短的一段峡谷，但以宏伟壮观而著称。在峡谷中，长江江面最窄处不到100米，最宽处也不超过150米。峡口有赤甲山、白盐山两山相对，称为夔门，有“夔门天下雄”之称。

## 圖庫

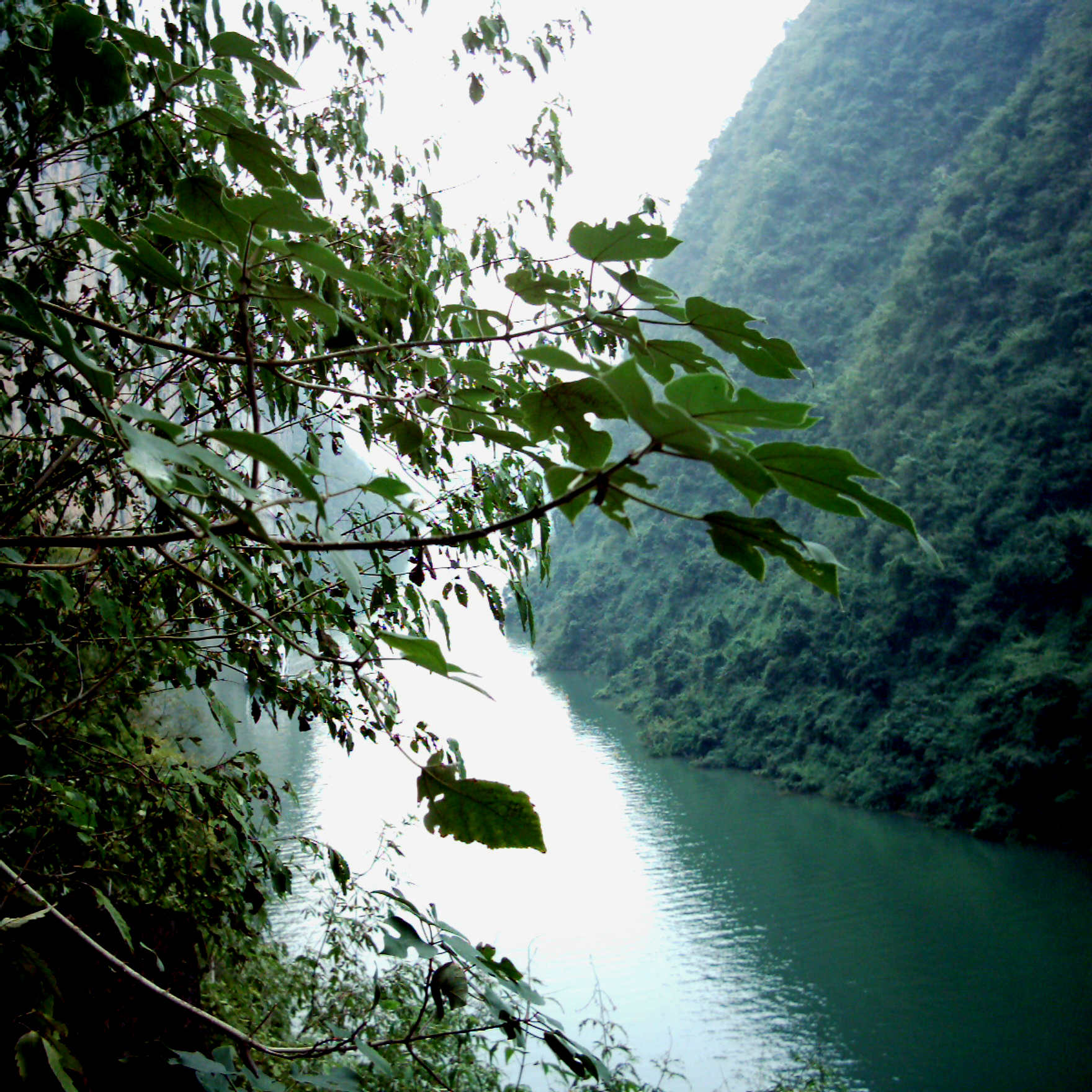
瞿塘深处
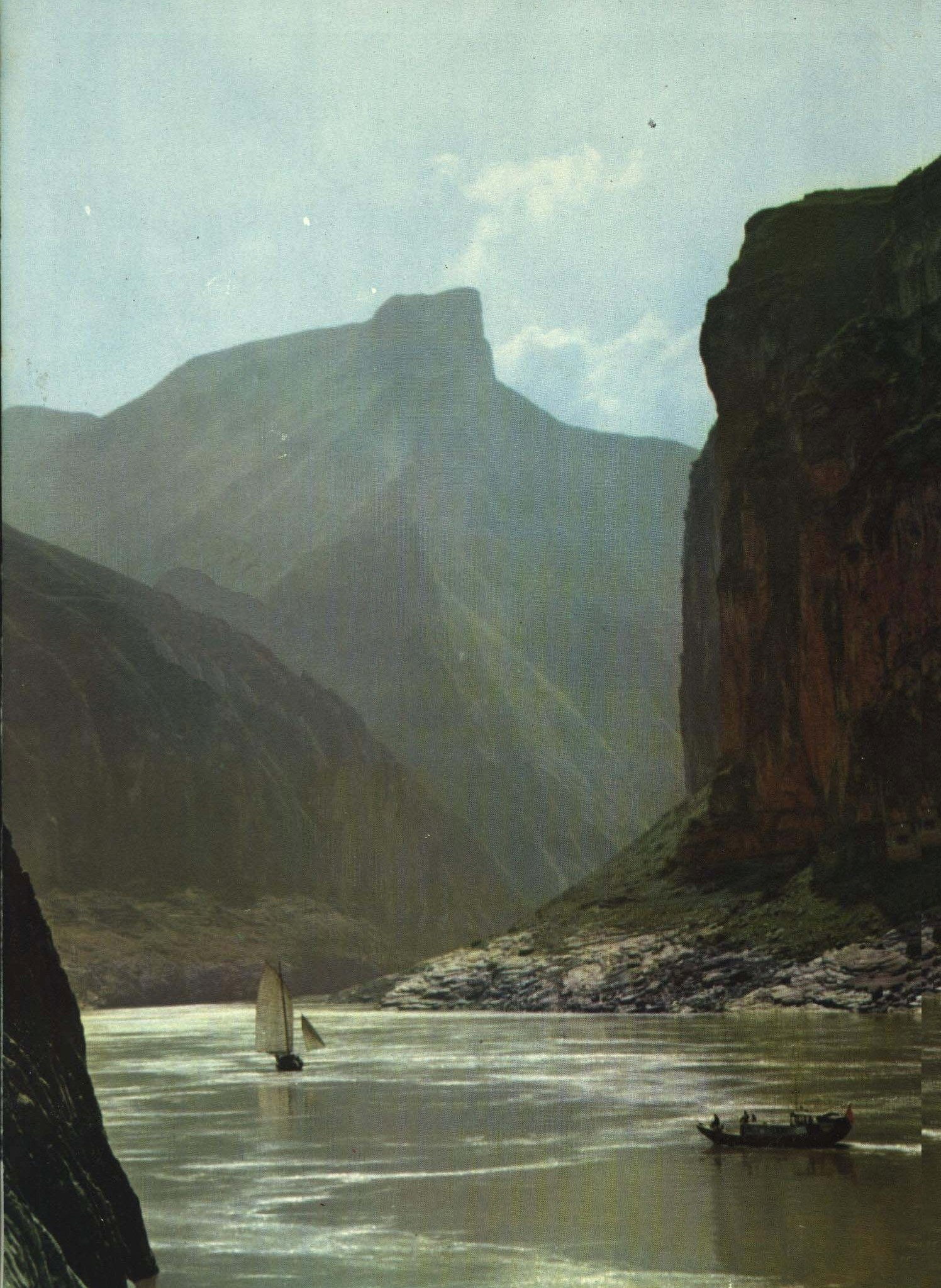
1963-01 1963年 瞿塘峡
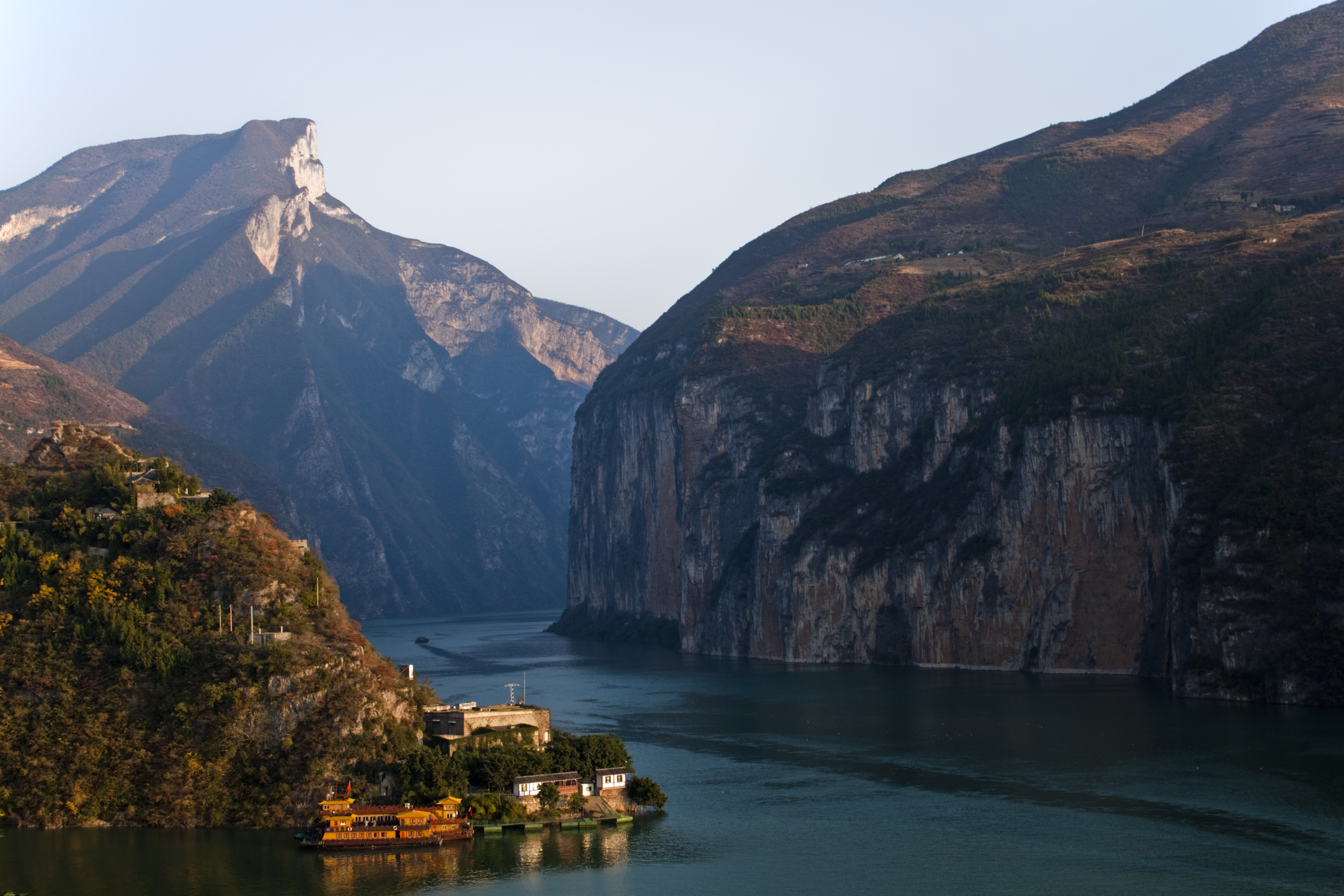
从白帝城眺望长江沿岸的瞿塘峡

## 參看
- 夔门
- 长江三峡